# ترابكتين
ترابكتين(Trabectedin)، الذي يُباع تحت الإسم التجاري يونديليس( Yondelis)، هو دواء يعطى لعلاج ساركوما الأنسجة الرخوة المتقدمة و سرطان المبيض.  يستخدم بالأساس عندما لا تكون العلاجات الأخرى فعالة.  و يعطى عن طريق الحقن التدريجي في الوريد.  يستخدم مع ديكساميثازون لتقليل مخاطر الآثار الجانبية. 
تشمل الآثار الجانبية الشائعة على قلة العدلات و الغثيان و مشاكل الكبد و انخفاض خلايا الدم الحمراء و التعب وانخفاض الصفائح الدموية و الإسهال.  قد تشمل الآثار الجانبية الأخرى أيضا انهيار العضلات، وفشل القلب ، و انخفاض الخصوبة.  أما استخدامه أثناء الحمل قد يضر الجنين.  قد تحدث الوفاة بسبب الدواء لدى 1 إلى 2% من الأشخاص.  و هو عامل مؤلكل. 
ووفق عليه للاستخدام الطبي في أوروبا في عام 2007 و الولايات المتحدة في 2015.   صنف في البداية كدواء يتيم في أوروبا في عام 2001.  في المملكة المتحدة، يكلف 1 ملغ هيئة الخدمات الصحية الوطنية حوالي 1400 جنيه إسترليني اعتبارًا من عام 2021.  في الولايات المتحدة تكلف هذه الكمية حوالي 3250 دولارًا أمريكيًا.  كان مشتقا في الأصل من بخاخات البحر . 